# SAY YOU LAB
SAY YOU LAB（せいゆうらぼ）は、芸能プロダクションアミュレート声優部門付属の養成所。声優ラボと表記する場合もある。他社プロダクション所属者向けのコースもある。

## 概要
旧株式会社ドワンゴ プランニング アンド ディベロップメントが、ドワンゴクリエイティブスクールとしてアニメ分野に特化した声優・歌手・クリエイターの養成を行う目的で、2007年4月に開校した。
2007年11月には、関連芸能プロダクションとしてドワンゴアーティストプロダクションを設立、主に声優としての卒業生を受け入れる。
2010年4月1日、MAGES.の前身となる株式会社AG-ONEが、ドワンゴ プランニング アンド ディベロップメントを吸収合併。以降、声優とアーティストのくくりが薄くなっていく。
一方、同4月22日には、AG-ONEが同じく、MAGES.の前身となる株式会社5pb.と資本提携し、新たに芸能プロダクションアークレイ（現アミュレート）を設立、この時点でアークレイとドワンゴクリエイティブスクールの直接連携はなかったが、2011年4月にドワンゴアーティストプロダクションの在籍者（一部除く）が一斉にアークレイに移籍して、事実上の統合が行われると連携が始まる。
2011年6月1日、MAGES.設立、ドワンゴクリエイティブスクールの運営は継続された。
2015年6月22日 - 12月6日の間、一時的にドワンゴクリエイティブスクールの事務局内にアミュレートの事務所が置かれる。
2016年（詳細時期不明）、SAY YOU LAB（声優ラボ）に組織変更。
なお、ドワンゴ プランニング アンド ディベロップメントは合併直前にAnimelo Summer Liveの開催企画制作が、ドワンゴから移管されることが決まっており（実際にはアニサマ2010を開催する前にAG-ONEに統合・承継されている）、同じ会社であること以外にも関連がある。ドワンゴクリエイティブスクールの校長にアニサマステージプロデューサーの森田純正が就任したり（現SAY YOU LABの代表は不明）、アニサマのステージで主催側が用意したバックダンサー「アニサマダンサー」は生徒の中から校内オーディションで選出されるなどしている。

## コース
- amuletoジュニア預かり - 同じMAGES.が運営する芸能プロダクションの声優部門にジュニア預かりとして所属しながら学ぶコース
- LABクラス
  - エキスパート - 技量のある経験者が学ぶコース
  - ベーシック - 基礎的な内容のコース
- ゼミクラス - 講師に依存したコース
- プロクラス - 外部のプロダクションに所属する声優・俳優のためのコース

ドワンゴクリエイティブスクール時代
- 声優総合クラス
- マスタークラス（声優総合クラスの修学者限定）
声優マスターコース
ボーカルマスターコース
- アドバンスクラス（いわゆる選抜コースで、優秀な生徒のみ受講可能）
- プロクラス（既に事務所に所属している生徒限定のクラス）

## 所在地
- 東京都千代田区神田三崎町2-2-2 加藤ビル2F

## アクセス
- JR中央・総武線、都営地下鉄三田線 水道橋駅より徒歩5分
- 都営地下鉄新宿線・三田線、東京メトロ半蔵門線 神保町駅より徒歩7分

## 主な卒業生
ドワンゴクリエイティブスクール時代
- アミュレート
  - 鈴木裕斗
  - 木野日菜
- 81プロデュース
  - 武内駿輔
- エイベックス・ピクチャーズ
  - 徳井青空
- エスプリズム
  - 山田梨奈
- 劇団天然ポリエステル
  - 加瀬愛奈
- 響
  - 愛美
  - 橘田いずみ
- マウスプロモーション
  - 久保田梨沙
- Rush Style
  - 宝木久美
- フリー
  - 海保えりか
  - 鳴海杏子
  - 千晶まひろ
- 引退
  - 西谷修一
  - 神田沙也加